# Cotximí
El cotximí, conegut també com a laymón és la llengua dels pobles cotximís que van ocupar la major part de la Península de Califòrnia fins a la seva extinció, ocorreguda probablement a principis del segle xx. Tot i així, l'INEGI xifra en 88 els parlants d'aquest idioma.
L'agrupació lingüística cotximí comprenia dos grans grups: el cotximí meridional i el cotximí septentrional. La línia divisòria entre aquestes dues grans agrupacions la constituïa la Missió de San Ignacio de Kadakaamán, en el nord de l'actual Baixa Califòrnia Sud. Es coneix la llengua gràcies a alguns escrits llegats pels jesuïta que van evangelitzar la Península de Califòrnia al segle xviii. Amb base en l'anàlisi d'aquests textos, ha estat possible establir una relació entre l'antic cotximí i la resta de les llengües de la família yuma-cochimí, de la qual constitueix un grup independent i de les que se'n separà vers el 1000.

## Text en cotximí
A baix es reprodueix el Pare Nostre en la varietat del cotximí de San Ignacio Kadakaamán, recollida per Francisco Xavier Clavijero del treball dels missioners Barco i Ventura, treball aquest últim que desgraciadament es va perdre.
| « | Va-bappa amma-bang miarnu, rna-rnang-ajua huit maja tegem: amat-mathadabajua ucuem: kern-rnu-jua arnrna-bang vahi-mang amat-a-nang la-uahim. Teguap ibang gual güieng-a.vit-a-jua ibang-a-nang packagit: -mut-pagijua abadakegem, rnachi uayecgjua packabaya..guern: kazet-aduangarnuegnit,pacurn: guangrnayi-acg packadabanajarn. Amén. | » |